# 23858 Амбросесоен
23858 Амбросесоен (1998 RG53, 2000 AO108, 23858 Ambrosesoehn) — астероїд головного поясу, відкритий 14 вересня 1998 року.
Тіссеранів параметр щодо Юпітера — 3,349.